# Рух католицьких робітників
Рух католицьких робітників (англ. Catholic Worker Movement) — вільна асоціація незалежних католицьких громад, близьких до християнського анархізму.
Рух католицьких робітників заснований Дороті Дей та Пітером Мауріном 1 травня 1933 року, є християнським рухом, який проповідує діяльне милосердя, активну соціальну позицію, ненасильство і просте громадське життя. В усьому світі існує понад 213 Католицьких робітничих громад, які є «будинками прочан», що піклуються про бездомних. Рух католицьких робітників являє собою яскравий приклад соціального християнства.
Ідеї соціальної справедливості в цьому тісно переплітаються з вченням Христа про милосердя. Пітер Маурін, католицький активіст французького походження був під великим впливом вчення французького персоналіста Емануеля Муньє. Можна сказати, що Рух католицьких робітників є персоналізмом у дії. У ньому реалізуються на практиці персоналістичні принципи: звеличення людської особистості, справедливий перерозподіл матеріальних благ, підтримка маргінальних верств суспільства, пацифізм. Також Маурін ввів поняття «Зеленої революції» — спільне фермерство для підтримки матеріальних потреб громади та надання гостинності знедоленим.
Дороті Дей внесла в цей рух анархічні ідеї. Її вважають яскравим представником християнського анархізму, головною ідеєю якого є — комунітаризм, принципи субсидіарності, відмова від влади й насильства, як основного фундаменту влади.
Громади цього руху не мають єдиного керуючого центру. Кожна громада встановлює свої правила існування та реалізації євангельського ідеалу, керуючись ідеями Дороті Дей та Пітера Мауріна. Рух католицьких робітників не є офіційним органом Католицької Церкви, тому ступінь зовнішньої релігійності визначається приналежністю до конкретної громади. Всі громади дотримуються екуменічного духу, приймають до своїх лав представників різних християнських конфесій. Волонтерами руху можуть бути представники інших релігій та атеїсти.
У Нью-Йорку видається газета руху «Католицький робітник».

## Основні принципи
Їх девіз «жити у гармонії зі справедливістю та милосердністю Ісуса Христа». І за словами співзасновника цього руху Пітера Мауріна наступні переконання мають бути важливими для прихильників руху:
1. Дотримання ідеї персоналізму Католицької Церкви;
2. мати приватне зобов'язання дбати про потреби братів й сестер руху;
3. вести повсякденну практику милосердя — справи милосердя;
4. підтримувати будинок гостинності для негайної допомоги нужденним (притулок біженців, для людей, котрі зазнали насильства);
5. створювати господарські комуни (ферми-комуни), де кожен працює відповідно своїх здібностей і отримує винагороду за потребами. «Потрібно жити просто, щоб інші могли просто жити» (Дороті Дей).
6. Створювати нове суспільство з новою філософією життя всередині старої форми, яка не є новою. Це не нова філософія, а стара, настільки стара, що виглядає вже новою.

Найбільше число громад руху знаходиться в США, також громади присутні в Канаді, Мексиці, Великій Британії, Німеччині, Швеції, Бельгії, Нідерландах та Новій Зеландії.